# Spinarcturus natalensis
Spinarcturus natalensis là một loài chân đều trong họ Antarcturidae. Loài này được Kensley miêu tả khoa học năm 1978.